# Radostín nad Oslavou
Radostín nad Oslavou település Csehországban, a Žďár nad Sázavou-i járásban. Radostín nad Oslavou Bory, Ostrov nad Oslavou, Velké Meziříčí, Zadní Zhořec, Znětínek, Krásněves, Kotlasy, Netín, Kněževes és Pavlov településekkel határos. Lakosainak száma 935 fő (2024. január 1.).

## Népesség
A település lakosságának változását az alábbi diagram mutatja:
| Lakosok száma | 828  | 736  | 689  | 650  | 820  | 862  | 956  | 933  | 926  | 935  |
|               | 1869 | 1890 | 1921 | 1950 | 1980 | 2001 | 2017 | 2019 | 2022 | 2024 |